# Município de Perry (condado de Mahoning, Ohio)
O município de Perry (em inglês: Perry Township) é um município localizado no condado de Mahoning no estado estadounidense de Ohio. No ano de 2010 tinha uma população de 4 habitantes e uma densidade populacional de 7,72 pessoas por km².

## Geografia
O município de Perry encontra-se localizado nas coordenadas 40° 54′ 21″ N, 80° 49′ 05″ O. Segundo a Departamento do Censo dos Estados Unidos, o município tem uma superfície total de 0.52 km², da qual 0,51 km² correspondem a terra firme e (1,5 %) 0,01 km² é água.

## Demografia
Segundo o censo de 2010, tinha 4 pessoas residindo no município de Perry. A densidade populacional era de 7,72 hab./km². Dos 4 habitantes, o município de Perry estava composto pelo 50 % brancos e o 50 % eram de uma mistura de raças. Do total da população o 0 % eram hispanos ou latinos de qualquer raça.